# فایراسپرایت
فایراسپرایت (به انگلیسی: Firesprite) یک استودیوی توسعه‌دهنده بازی ویدئویی و زیرمجموعه استودیوهای پلی‌استیشن تشکیل‌شده از اعضای پیشین استودیو لیورپول در لیورپول، انگلستان است.

## بازی‌ها
| نام                              | سال     | پلتفرم(ها)                                                                                        | یادداشت‌ها                                                                                             |
| -------------------------------- | ------- | ------------------------------------------------------------------------------------------------- | --- |
| اتاق بازی                        | ۲۰۱۳    | پلی‌استیشن ۴ با دوربین پلی‌استیشن                                                                   | کار اضافی                                                                                             |
| بدو سک‌بوی! بدو!                  | ۲۰۱۴    | پلی‌استیشن ویتا، اندروید، آی‌اواس                                                                   | |
| اتاق بازی وی‌آر                   | ۲۰۱۶    | پلی‌استیشن ۴ با پلی‌استیشن وی‌آر                                                                     | کار اضافی                                                                                             |
| عملیات ویژه نیروی هوایی: شبانگاه | ۲۰۱۷    | پلی‌استیشن ۴ با پلی‌استیشن وی‌آر                                                                     | |
| ایستادگی وی‌آر                    | ۲۰۱۸    | پلی‌استیشن ۴ با پلی‌استیشن وی‌آر                                                                     | |
| ایستادگی                         | ۲۰۲۰    | پلی‌استیشن ۴، پلی‌استیشن ۵، اکس‌باکس سری اکس و سری اس، اکس‌باکس وان، نینتندو سوئیچ، مایکروسافت ویندوز | نسخه بهبود یافته برای پلی‌استیشن ۵، اکس‌باکس سری اکس و سری اس و مایکروسافت ویندوز در سال ۲۰۲۱ منتشر شد. |
| شهروند ستاره                     | نامعلوم | مایکروسافت ویندوز                                                                                 | حالت تئاتر جنگ، همکاری در ساخت با Cloud Imperium Games                                                |
| هورایزن ندای کوه                 | نامعلوم | پلی‌استیشن ۵ با پلی‌استیشن وی‌ار ۲                                                                   | همکاری در ساخت با گوریلا گیمز                                                                         |